# Р-166

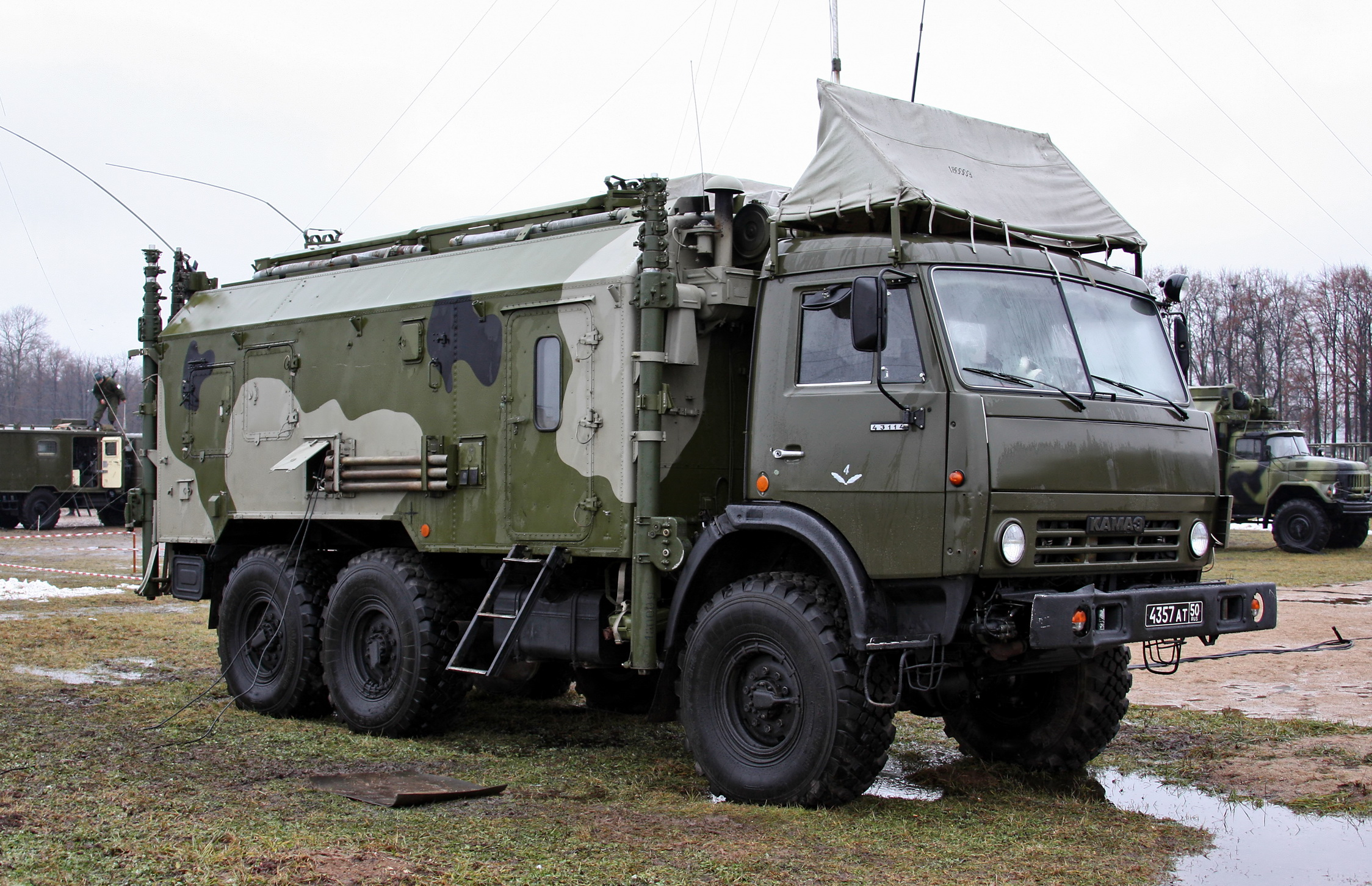
Радиостанция Р-166 4-й гвардейской Кантемировской танковой дивизии

Р-166 «Артек» — автомобильная КВ и УКВ-радиостанция средней мощности, предназначенная для организации каналов дуплексной или симплексной связи одновременно в двух независимых радионаправлениях или радиосетях КВ и УКВ диапазонов. Разработана Тамбовским НИИ радиотехники «Эфир». Выпускается Тамбовскими заводами «Ревтруд» и «Октябрь». Состоит на вооружении ВС Российской Федерации с 1996 года, массовый выпуск начат в 2006 году.

## Описание
Р-166 «Артек» используется оперативным (стратегическим) звеном управления, обеспечивает радиосвязь в составе узлов связи и автономно, может работать в режиме частотной адаптации или помехозащищённом режиме (телеграф, телефон, передача данных).
Обеспечивает работу классами излучения F1В, G1В, А1А, Н3Е, R3Е и J3Е. Классифицируется также как подвижный пункт связи. Выпускается в трёх вариантах: Р-166 (на шасси КамАЗ-4310 или КамАЗ-43114), Р-166-0,5 (на базе К1Ш1 или МТ-ЛБу) и Р-166С (в стационарном варианте).

## Состав[1][3]
- Передатчики «Артек-1-КВ» и «Артек-1-УКВ» для Р-166 и Р-166С, "Артек-0,5-КВ" для Р-166-0,5
- Три изделия Р-170П для Р-166 и два - для Р-166-0,5
- Аппаратура системы управления радиостанцией
- Аппаратура коммутации ВЧ трактов
- Аппаратура системы электроснабжения
- Радиостанции Р-168-25У-2 и Р-168-100У-2
- Электроагрегат встраиваемый АД16У-Т400-1В (380 В, 50 Гц, также доступна работа от промышленной сети) для Р-166, АД-3,5-27В для Р-166-0,5
- Комплект АФУ
- Набор антенн (штыревые, рамочная, рамочно-щелевая на крыше; V-образная, Т-образная, биконическая, логопериодическая на мачтах)

### Дополнительные компоненты
Варьируются в зависимости от комплектации и модификации
- Электроустановка ЭУ4310-16-Т400
- Кондиционер 1К37-4
- Блок АКП
- Устройство УСК-2М
- Аппаратура конфиденциальной связи

## Характеристики автомобильного варианта Р-166[1][3]
- Габариты: 8300 x 2610 x 3520 мм
- Масса: 14840 кг
- Экипаж: 3 чел.
- Доступные диапазоны:
  - КВ: от 1,5 до 30 МГц
  - УКВ: от 30 до 80 МГц
- Мощность передатчика: 1±0,2 кВт[2]
- Чувствительность приёмников:
  - ТЛФ: не хуже 3 мкВ
  - ТЛГ: не хуже 1,1 мкВ
- Шаг сетки частот: 10 Гц
- Дальность связи на стоянке и в движении (КВ): 2000/350 км
- Дальность связи на стоянке и в движении (УКВ): 250/70 км
- Допустимая скорость:
  - грунтовые дороги: 30 км/ч
  - с улучшенным покрытием: 60 км/ч
- Время развёртывания АФУ и подготовки к работе:
  - с дуплексными крышевыми антеннами: 5 мин
  - с мачтовыми антеннами: 60 мин
- Средняя наработка на отказ: 250 ч
- Среднее время восстановления работоспособности: 30 мин
- Количество фиксированных частот на канал: до 100
- Время перестройки:
  - по фиксированным частотам: до 70 мс
  - на любую частоту: до 1 с
- Количество корреспондентов радиосети: до 31
- Потребляемая мощность: до 16 кВт
- Автономность: не менее 7 сут круглосуточно

## Модификации[3]

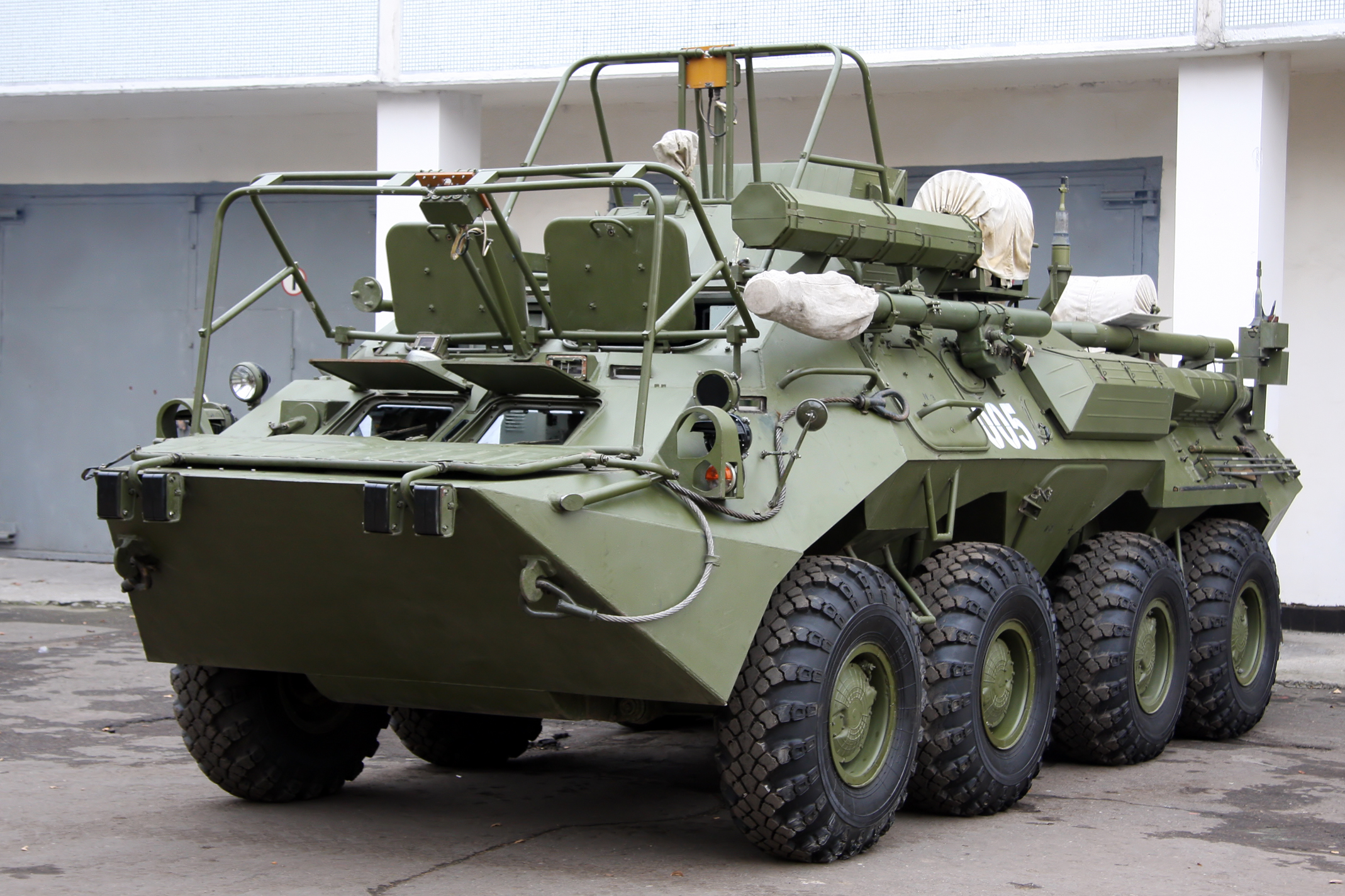
Радиостанция Р-166-0,5

- Р-166-0,5 — подвижная, средней мощности армейских радиосетей на бронебазе «Артек-0,5Б»
- Р-166 — автомобильная, КВ-УКВ, средней фронтовых радиосетей «Артек-1А» (ШКИС.464511.001). Шасси от грузовиков КамАЗ-4310 или КамАЗ-43114. В состав входят возимые КВ-радиопередатчик Р-166-1КВ («Артек-1-КВ», ШКИС.464124.002) и УКВ-радиопередатчик Р-166-1УКВ («Артек-1-УКВ»).
- Р-166С — стационарная, средней мощности фронтовых радиосетей «Артек» (ШКИС.464511.001-01). В состав входят стационарные варианты КВ-радиопередатчика Р-166-1КВ («Артек-1-КВ», ШКИС.464124.002) и УКВ-радиопередатчика Р-166-1УКВ («Артек-1-УКВ»).

## Использование
- С 18 по 21 сентября 2012 года использовались во время тактико-специальных учений соединениями управления Центрального военного округа (Новосибирская область)[4].
- В 2016 году МВД заключило контракт с Тамбовским заводом «Октябрь» на поставку 11 двухканальных радиостанций КВ-УКВ диапазонов Р-166 на шасси КамАЗ-43114[5].